# Дитрих II Ландшад фон Щайнах
Дитрих II (Контц) Ландшад фон Щайнах (на немски: Dietrich II (Kontz) Landschad von Steinach; † 13 ноември 1439) е благородник от фамилията „Ландшад-Щайнах“ на Некар в Оденвалд в Южен Хесен.
Той е син на дворцовя майстер рицар Хайнрих (наричан Блигер XII) Ландшад фон Щайнах († 5 март 1396) и съпругата му Катарина фон Тан († 1383), дъщеря на Фридрих фон Тан и на фон Щайн-Каленфелс. Потомък е на Блигер I фон Щайнах († сл. 1165). Брат е на Блигер XIII/XIV Ландшад фон Щайнах ’Млади’ († пр. 1427).
Дитер II се жени с Ирмгард Кемерер и много забогатява. Той има множество дворци и заложни замъци и го наричат „Богатия“. Той живее в Мьокмюл в Баден-Вюртемберг. По-малкият му брат Блигер XIII ръководи със синовете си Дитер III, Конрад и Улрих VII фамилната линия.
Дитрих II Ландшад фон Щайнах умира през 1439 г. без мъжки наследници. Собствеността му отива за зестра и по-късно като наследник на дъщеря му Катарина.

## Фамилия
Дитрих II Ландшад фон Щайнах се жени пр. 2 юни 1385 г. за Ирмгард (Берта) Кемерер фон Вормс († 1440), дъщеря на Петер II Кемерер фон Вормс-Бехтолсхайм († 13 март 1387) и Елизабет фон Линдау († 31 юли 1371). Те имат три дъщери:
- Катарина Ландшад фон Щайнах († сл. 1446), омъжена за Ханс Богатия фон Геминген (* ок. 1394; † 19 ноември 1490), маршал на Курпфалц; Катарина донася 24 000 гулден в брака.
- Маргарета Ландшад фон Щайнах, омъжена за Йохан фон Щокхайм цу Хелденберген († пр. 1490)
- дъщеря